# Билен Салиу
Билен Салиу (на албански: Bilen Saliu; на македонска литературна норма: Билен Саљиjу) е политик, министър на правосъдието на Северна Македония от 1 юни 2017 г.

## Биография
Роден е на 23 юни 1975 г. в село Добри дол. Средното си образование получава в гимназия „Панче Поповски“ в Гостивар. Завършва Правния факултет на Държавния университет в Тетово. Между 2005 и 2009 г. е съветник за връзки с общността в община Врабчище. От 2009 до 2011 г. е директор на ЮКП Врабчище. В периода 2011 – 2017 г. е директор в Държавната инспекция по горите и лова. От 1 юни 2017 г. е министър на правосъдието на Република Македония.